# Eerste klasse (2023/2024)
Belgian Pro League 2023/2024 (nl. Eerste klasse; fr.: Championnat de Belgique de football; de: Pro League) (oficjalnie znana jako Jupiler Pro League ze względów sponsorskich) była 121. edycją najwyższej klasy rozgrywkowej piłki nożnej w Belgii.
Brało w niej udział 16 drużyn, które w okresie od 28 lipca 2023 do 26 maja 2024 rozegrały w dwóch fazach 40 kolejek meczów.
Sezon zakończyly baraże o miejsce w przyszłym sezonie w Pro League i w Lidze Konferencji.
Obrońcą tytułu była drużyna Royal Antwerp. Mistrzostwo po raz dziewiętnasty w historii zdobyła drużyna Club Brugge.

## Format rozgrywek
Po 3 sezonach belgijska Pro League powróciła do „starego” formatu. Liczba drużyn została zmniejszona z 18 do 16, a play-offy są podobne jak przed COVID-19. Po sezonie zasadniczym sześć najlepszych drużyn kwalifikuje się do baraży o mistrzostwo (potocznie zwanych „Play-offs I”), zaś drużyny z miejsc od 7 do 12 do baraży o ligę konferencji (potocznie zwanych „Play-offs II”). Liczba drużyn spadających z ligi wzrasta z jednej do dwóch lub trzech. Cztery ostatnie drużyny (od 13 do 16) rozgrywają baraże o utrzymanie, po których zakończeniu dwie ostatnie drużyny spadają bezpośrednio, a drużyna z 14. miejsca zagra z trzecią drużyną Challenger Pro League o ostatnie miejsce w belgijskiej Pro League 2024/25.

## Uczestniczące drużyny
| Uczestnicy poprzedniej edycji | Uczestnicy poprzedniej edycji | Uczestnicy poprzedniej edycji | Uczestnicy poprzedniej edycji |
| --- | ----------------------------- | ----------------------------- | ----------------------------- |
| GBA | Royal Antwerp                 | Antwerpia                     | 1                             |
| GNK | KRC Genk                      | Genk                          | 2                             |
| USG | Union SG                      | Saint-Gilles                  | 3                             |
| CLB | Club Brugge                   | Brugia                        | 4                             |
| KAA | KAA Gent                      | Gandawa                       | 5                             |
| CER | Cercle Brugge                 | Brugia                        | 6                             |
| STL | Standard Liège                | Liège                         | 7                             |
| WES | KVC Westerlo                  | Westerlo                      | 8                             |
| CHA | Charleroi                     | Charleroi                     | 9                             |
| OHL | OH Leuven                     | Heverlee                      | 10                            |
| AND | RSC Anderlecht                | Anderlecht                    | 11                            |
| STR | Sint-Truiden                  | Sint-Truiden                  | 12                            |
| KVM | KV Mechelen                   | Mechelen                      | 13                            |
| KVK | Kortrijk                      | Kortrijk                      | 14                            |
| EUP | KAS Eupen                     | Eupen                         | 15                            |
| Awans z Challenger Pro League |                               |                               |                               |
| RWD | RWD Molenbeek                 | Molenbeek-Saint-Jean          | 1                             |
| Oznaczenia: - kolumna pierwsza – skróty nazw drużyn, - kolumna trzecia – siedziba klubu, - kolumna czwarta – miejsce zajęte w poprzednim sezonie. |                               |                               |                               |

## Faza zasadnicza

### Tabela
| Lp. | Drużyna         | M  | Z  | R  | P  | B+ | B- | +/– | Pkt | Kwalifikacja  |
| --- | --------------- | -- | -- | -- | -- | -- | -- | --- | --- | ------------- |
| 1   | Union SG (Z)    | 30 | 21 | 7  | 2  | 63 | 31 | +32 | 70  | play-offs I   |
| 2   | Anderlecht      | 30 | 18 | 9  | 3  | 58 | 30 | +28 | 63  | play-offs I   |
| 3   | Antwerp         | 30 | 14 | 10 | 6  | 55 | 27 | +28 | 52  | play-offs I   |
| 4   | Club Brugge     | 30 | 14 | 9  | 7  | 62 | 29 | +33 | 51  | play-offs I   |
| 5   | Cercle Brugge   | 30 | 14 | 5  | 11 | 44 | 34 | +10 | 47  | play-offs I   |
| 6   | Genk            | 30 | 12 | 11 | 7  | 51 | 31 | +20 | 47  | play-offs I   |
| 7   | Gent            | 30 | 12 | 11 | 7  | 53 | 38 | +15 | 47  | play-offs II  |
| 8   | Mechelen        | 30 | 13 | 6  | 11 | 39 | 34 | +5  | 45  | play-offs II  |
| 9   | Sint-Truiden    | 30 | 10 | 10 | 10 | 35 | 46 | −11 | 40  | play-offs II  |
| 10  | Standard Liège  | 30 | 8  | 10 | 12 | 33 | 41 | −8  | 34  | play-offs II  |
| 11  | Westerlo        | 30 | 7  | 9  | 14 | 42 | 54 | −12 | 30  | play-offs II  |
| 12  | OH Leuven       | 30 | 7  | 8  | 15 | 34 | 47 | −13 | 29  | play-offs II  |
| 13  | Royal Charleroi | 30 | 7  | 8  | 15 | 26 | 48 | −22 | 29  | play-offs III |
| 14  | Eupen           | 30 | 7  | 3  | 20 | 24 | 58 | −34 | 24  | play-offs III |
| 15  | Kortrijk        | 30 | 6  | 6  | 18 | 22 | 57 | −35 | 24  | play-offs III |
| 16  | RWD Molenbeek   | 30 | 5  | 8  | 17 | 31 | 67 | −36 | 23  | play-offs III |

1. ↑  Zwycięzca sezonu regularnego ma zapewniony występ w kwalifikacjach Ligi Europy UEFA.

### Wyniki
| Gospodarz \ Gość | AND | ANT | CER | CHA | CLU | EUP | GNK | GNT | KVK | MEC | OHL | RWD | STR | STA | USG | WES |
| ---------------- | --- | --- | --- | --- | --- | --- | --- | --- | --- | --- | --- | --- | --- | --- | --- | --- |
| Anderlecht       |     | 1–0 | 2–0 | 2–1 | 1–1 | 1–0 | 2–1 | 1–0 | 0–1 | 3–1 | 5–1 | 2–1 | 4–1 | 2–2 | 2–2 | 2–1 |
| Antwerp          | 1–1 |     | 1–0 | 4–1 | 2–1 | 4–1 | 3–2 | 0–0 | 6–0 | 0–1 | 1–0 | 0–0 | 3–0 | 6–0 | 1–1 | 2–2 |
| Cercle Brugge    | 0–3 | 1–3 |     | 2–0 | 1–1 | 2–0 | 0–1 | 2–0 | 3–0 | 2–3 | 3–2 | 4–0 | 4–1 | 1–1 | 0–2 | 2–1 |
| Royal Charleroi  | 1–3 | 3–2 | 0–0 |     | 1–4 | 1–0 | 0–1 | 1–3 | 1–0 | 3–1 | 1–1 | 2–1 | 1–1 | 1–1 | 1–3 | 3–2 |
| Club Brugge      | 1–2 | 2–1 | 0–0 | 4–2 |     | 4–0 | 1–1 | 2–0 | 3–3 | 1–1 | 3–1 | 7–1 | 1–1 | 2–0 | 1–1 | 3–0 |
| Eupen            | 1–3 | 1–0 | 0–2 | 2–0 | 0–5 |     | 1–3 | 0–2 | 1–1 | 0–1 | 3–1 | 1–3 | 1–0 | 1–3 | 1–2 | 2–2 |
| Genk             | 1–1 | 3–0 | 1–1 | 0–0 | 0–3 | 0–1 |     | 2–2 | 4–0 | 4–0 | 3–1 | 3–1 | 3–3 | 1–0 | 0–1 | 3–3 |
| Gent             | 1–1 | 2–2 | 1–2 | 5–0 | 2–1 | 2–1 | 1–1 |     | 3–2 | 1–2 | 4–0 | 4–0 | 2–2 | 3–1 | 1–1 | 2–2 |
| Kortrijk         | 2–2 | 0–1 | 2–1 | 1–0 | 1–0 | 1–3 | 0–3 | 0–2 |     | 0–3 | 0–0 | 3–2 | 0–1 | 1–1 | 1–3 | 1–2 |
| Mechelen         | 2–2 | 0–0 | 0–2 | 1–0 | 0–0 | 1–0 | 1–1 | 0–1 | 3–0 |     | 1–2 | 3–1 | 0–2 | 3–0 | 4–0 | 3–1 |
| OH Leuven        | 1–1 | 1–1 | 1–2 | 0–0 | 0–1 | 3–0 | 2–1 | 1–1 | 3–0 | 1–0 |     | 1–2 | 4–0 | 1–2 | 0–2 | 0–2 |
| RWD Molenbeek    | 0–3 | 0–4 | 2–1 | 0–0 | 1–6 | 0–1 | 0–4 | 1–1 | 1–1 | 1–0 | 1–1 |     | 3–0 | 2–2 | 2–3 | 1–1 |
| Sint-Truiden     | 0–1 | 1–1 | 0–2 | 1–0 | 2–1 | 1–1 | 1–1 | 4–1 | 1–0 | 2–0 | 1–1 | 2–1 |     | 1–0 | 0–4 | 1–0 |
| Standard Liège   | 3–2 | 0–1 | 0–1 | 0–0 | 2–1 | 4–0 | 1–0 | 4–2 | 0–1 | 1–1 | 1–0 | 1–1 | 1–1 |     | 0–1 | 0–0 |
| Union SG         | 2–0 | 2–2 | 2–1 | 3–1 | 2–1 | 4–1 | 0–2 | 1–1 | 3–0 | 1–0 | 5–1 | 3–2 | 2–1 | 2–1 |     | 2–2 |
| Westerlo         | 1–3 | 0–3 | 4–2 | 0–1 | 0–1 | 2–0 | 1–1 | 1–3 | 1–0 | 2–3 | 0–3 | 3–0 | 3–3 | 2–1 | 1–3 |     |

1. ↑  Podczas meczu 19. kolejki pomiędzy Anderlechtem a Genkiem rozegranego 23 grudnia 2023, który zakończył się wynikiem 2:1, przy wyniku bezbramkowym Genk otrzymał rzut karny w pierwszej połowie. Rzut karny został obroniony, ale dobitkę wykorzystał Yira Sor(inne języki). Bramka nie została uznana, ponieważ VAR uznał, że Sor zbyt wcześnie wszedł w pole karne po rzucie karnym przyznanym Anderlechtowi. VAR przeoczył jednak fakt, że kilku zawodników Anderlechtu również weszło w pole karne zbyt wcześnie, co oznaczało, że rzut karny powinien zostać powtórzony. Genk odwołał się od wyniku, stwierdzając, że był to błąd sędziego sprzeczny z przepisami gry i 26 stycznia 2024 Rada Dyscyplinarna ds. Zawodowej Piłki Nożnej orzekła, że mecz należy powtórzyć. Anderlecht zapowiedział odwołanie się od tej decyzji.[8]

## Faza finałowa

### Play-offs I
Sześć najlepszych drużyn sezonu zasadniczego rozgrywa turniej systemem kołowym, każda drużyna zaczyna z połową punktów zdobytych w sezonie zasadniczym. Punkty są zaokrąglane w górę.
| Lp. | Drużyna         | M  | Z | R | P | B+ | B- | +/– | BP | Pkt | Kwalifikacja                                  |  | CLU | USG | AND | CER | GNK | ANT |
| --- | --------------- | -- | - | - | - | -- | -- | --- | -- | --- | --------------------------------------------- |  | --- | --- | --- | --- | --- | --- |
| 1   | Club Brugge (M) | 10 | 7 | 3 | 0 | 21 | 6  | +15 | 26 | 50  | Liga Mistrzów UEFA • Faza ligowa              |  |     | 2–2 | 3–1 | 0–0 | 4–0 | 3–0 |
| 2   | Union SG (Z, P) | 10 | 4 | 2 | 4 | 17 | 12 | +5  | 35 | 49  | Liga Mistrzów UEFA • III runda kwalifikacyjna |  | 1–2 |     | 0–0 | 2–3 | 2–0 | 4–1 |
| 3   | Anderlecht      | 10 | 4 | 2 | 4 | 12 | 12 | 0   | 32 | 46  | Liga Europy UEFA • Runda play-off             |  | 0–1 | 2–1 |     | 3–0 | 2–1 | 1–0 |
| 4   | Cercle Brugge   | 10 | 3 | 4 | 3 | 13 | 13 | 0   | 24 | 37  | Liga Europy UEFA • II runda kwalifikacyjna    |  | 1–1 | 1–2 | 1–1 |     | 4–1 | 0–1 |
| 5   | Genk (B)        | 10 | 4 | 1 | 5 | 8  | 17 | −9  | 24 | 37  |                                               |  | 0–3 | 1–0 | 2–1 | 1–1 |     | 1–0 |
| 6   | Antwerp         | 10 | 2 | 0 | 8 | 7  | 18 | −11 | 26 | 32  |                                               |  | 1–2 | 0–3 | 3–1 | 1–2 | 0–1 |     |

1. 1 2  Końcowe miejsce w sezonie zasadniczym: Cercle Brugge 5, Genk 6.

### Play-offs II
Drużyny z miejsc od 7 do 12 grają w turnieju kołowym, każda drużyna zaczyna z połową punktów zdobytych w sezonie zasadniczym. Punkty są zaokrąglane w górę.
| Lp. | Drużyna        | M  | Z | R | P | B+ | B- | +/– | BP | Pkt | Kwalifikacja                                    |     | GNT | MEC | STR | OHL | STA | WES |
| --- | -------------- | -- | - | - | - | -- | -- | --- | -- | --- | ----------------------------------------------- | --- | --- | --- | --- | --- | --- | --- |
| 7   | Gent (B, O)    | 10 | 8 | 0 | 2 | 27 | 10 | +17 | 24 | 48  | Liga Konferencji UEFA • II runda kwalifikacyjna |     |     | 3–1 | 2–0 | 0–1 | 5–1 | 3–2 |
| 8   | Mechelen       | 10 | 5 | 1 | 4 | 20 | 18 | +2  | 23 | 39  |                                                 |     | 2–4 |     | 2–3 | 3–0 | 3–2 | 3–2 |
| 9   | Sint-Truiden   | 10 | 3 | 4 | 3 | 14 | 15 | −1  | 20 | 33  |                                                 | 0–2 | 2–1 |     | 1–1 | 3–3 | 2–0 |     |
| 10  | OH Leuven      | 10 | 4 | 3 | 3 | 12 | 12 | 0   | 15 | 30  |                                                 | 2–1 | 2–3 | 1–0 |     | 3–1 | 1–2 |     |
| 11  | Standard Liège | 9  | 0 | 5 | 4 | 12 | 22 | −10 | 17 | 22  |                                                 | 1–4 | 0–0 | 1–1 | 0–0 |     | 0–5 |     |
| 12  | Westerlo       | 9  | 1 | 3 | 5 | 12 | 20 | −8  | 15 | 21  |                                                 | 0–3 | 0–2 | 2–2 | 1–1 | 3–3 |     |     |

1. ↑  Mecz Standard – Westerlo z 10 maja 2024 nie mógł się odbyć, ponieważ kibice Standardu uniemożliwili autobusowi Standardu odjazd na stadion[13]. 28 maja Rada Dyscyplinarna ds. Piłki Nożnej Zawodowej (DRP) Belgijskiego Związku Piłki Nożnej (KBVB) przyznała Standardowi przegraną z Westerlo walkowerem[14].

### Play-offs III
Cztery najgorsze drużyny po sezonie zasadniczym grają w barażach o utrzymanie, w turnieju rozgrywanym w systemie każdy z każdym, w którym rozpoczynają z pełną liczbą punktów zdobytych w sezonie zasadniczym. Zespoły, które na zakończenie play-offów o utrzymanie zajmą trzecie i czwarte miejsce, zostaną zdegradowane do Challenger Pro League na sezon 2024/25. Zespół, który zajmie drugie miejsce, zmierzyć się ze zwycięzcą barażu w Challenger Pro League o awans.
| Lp. | Drużyna           | M | Z | R | P | B+ | B- | +/– | BP | Pkt | Kwalifikacja lub spadek         |  | CHA | KVK | RWD | EUP |
| --- | ----------------- | - | - | - | - | -- | -- | --- | -- | --- | ------------------------------- |  | --- | --- | --- | --- |
| 13  | Royal Charleroi   | 6 | 5 | 1 | 0 | 11 | 4  | +7  | 29 | 45  |                                 |  |     | 3–1 | 0–0 | 1–0 |
| 14  | Kortrijk (B, O)   | 6 | 2 | 1 | 3 | 7  | 10 | −3  | 24 | 31  | baraż o Pro League              |  | 1–2 |     | 2–4 | 1–0 |
| 15  | RWD Molenbeek (S) | 6 | 2 | 1 | 3 | 8  | 9  | −1  | 23 | 30  | spadek do Challenger Pro League |  | 1–3 | 0–1 |     | 3–1 |
| 16  | Eupen (S)         | 6 | 1 | 1 | 4 | 5  | 8  | −3  | 24 | 28  | spadek do Challenger Pro League |  | 1–2 | 1–1 | 2–0 |     |

## Baraż o Ligę Konferencji
Gent wygrał 1-0 z Genk baraż o miejsce w Lidze Konferencji UEFA na sezon 2024/2025.
| 2 czerwca 2024 | Genk | 0:1   | Gent                 |                                            |
| 13:30          |      | (0:0) | 60' Andrew Hjulsager | Cegeka Arena, Genk Sędzia: Nicolas Laforge |

## Baraż o Pro League
Kortrijk wygrał 5-2 dwumecz z Lommel finał baraży o miejsce w Pro League na sezon 2024/2025, rozegrany między czterema drużynami Challenger Pro League i jedną z Pro League.
|  |          |                           |          |          |          |   |   |       |        |       |        |       |          |   |                    |                    |                    |                    |                    |
|  | półfinał | półfinał                  | półfinał | półfinał | półfinał |   |   | finał | finał  | finał | finał  | finał |          |   | baraż o utrzymanie | baraż o utrzymanie | baraż o utrzymanie | baraż o utrzymanie | baraż o utrzymanie |
|  | półfinał | półfinał                  | półfinał | półfinał | półfinał |   |   | finał | finał  | finał | finał  | finał |          |   | baraż o utrzymanie | baraż o utrzymanie | baraż o utrzymanie | baraż o utrzymanie | baraż o utrzymanie |
|  |          |                           |          |          |          |   |   |       |        |       |        |       |          |   |                    |                    |                    |                    |                    |
|  |          |                           |          |          |          |   |   |       |        |       |        |       |          |   |                    |                    |                    |                    |                    |
|  | 5        | Zulte Waregem             | 1        | 0        | 1        |   |   |       |        |       |        |       |          |   |                    |                    |                    |                    |                    |
|  | 5        | Zulte Waregem             | 1        | 0        | 1        |   |   |       |        |       |        |       |          |   |                    |                    |                    |                    |                    |
|  | 4        | Lommel                    | 1        | 1        | 2        |   |   |       |        |       |        |       |          |   |                    |                    |                    |                    |                    |
|  | 4        | Lommel                    | 1        | 1        | 2        |   |   | 4     | Lommel | 1     | 2      | 3     |          |   |                    |                    |                    |                    |                    |
|  |          |                           |          |          |          |   |   | 4     | Lommel | 1     | 2      | 3     |          |   |                    |                    |                    |                    |                    |
|  |          |                           | 3        | Deinze   | 1        | 1 | 1 |       |        | 4     | Lommel | 0     | 2        | 2 |                    |                    |                    |                    |                    |
|  | 6        | Patro Eisden Maasmechelen | 3        | Deinze   | 1        | 1 | 1 | 0     | 1      | 4     | Lommel | 0     | 2        | 2 | 1                  |                    |                    |                    |                    |
|  | 6        | Patro Eisden Maasmechelen |          |          |          |   |   |       |        |       |        | 14    | Kortrijk | 1 | 1                  | 4                  | 5                  |                    |                    |
|  | 3        | Deinze                    | 4        | 2        | 6        |   |   |       |        |       |        | 14    | Kortrijk | 1 |                    | 4                  | 5                  |                    |                    |
|  | 3        | Deinze                    | 4        | 2        | 6        |   |   |       |        |       |        |       |          |   |                    |                    |                    |                    |                    |

| 27 kwietnia 2024 | Zulte Waregem        | 1:1   | Lommel            |                                                               |
| 20:00            | Jelle Vossen 66' (k) | (0:0) | 89' Karim Dermane | Elindus Arena (Waregem) Widzów: 5011 Sędzia: Michiel Allaerts |

| 1 maja 2024 | Lommel            | 1:0   | Zulte Waregem |                                                                |
| 20:00       | Lucas Schoofs 78' | (0:0) |               | Soevereinstadion (Lommel) Widzów: 4245 Sędzia: Wesli De Cremer |

| 27 kwietnia 2024 | Patro Eisden Maasmechelen | 0:4   | Deinze                                                                  |                                                           |
| 16:00            |                           | (0:1) | 42' Gonzalo Almenara · 53', 78' Emilio Kehrer · 63' (k) Lennart Mertens | Patrostadion (Maasmechelen) Widzów: 2700 Sędzia: Wim Smet |

| 1 maja 2024 | Deinze                                              | 2:1   | Patro Eisden Maasmechelen |                                             |
| 16:00       | Kenneth Schuermans 62' · Jellert Van Landschoot 71' | (0:1) | 18' Marius Noubissi       | Dakota Arena (Deinze) Sędzia: Jan Boterberg |

| 5 maja 2024 | Lommel           | 1:1   | Deinze          |                                                  |
| 16:00       | Zalán Vancsa 55' | (0:0) | 76' Sven Braken | Soevereinstadion (Lommel) Sędzia: Lothar D'hondt |

| 12 maja 2024 | Deinze              | 1:2   | Lommel                             |                                               |
| 16:00        | Lennart Mertens 66' | (0:1) | 41' Juho Talvitie · 80' Diego Rosa | Dakota Arena (Deinze) Sędzia: Wesli De Cremer |

| 19 maja 2024 | Lommel                   | 0:1   | Kortrijk |                                                                |
| 19:15        | Abdelkahar Kadri 14' (k) | (0:1) |          | Soevereinstadion (Lommel) Widzów: 4500 Sędzia: Lawrence Visser |

| 26 maja 2024 | Kortrijk                                          | 4:2 (pd.)       | Lommel                                 |                                                              |
| 13:30        | Thierry Ambrose 96', 101', 117' · João Silva 109' | (0:1, 0:1, 2:2) | 3' Diego Rosa · 105' (k) Lucas Schoofs | Guldensporen Stadion, Kortrijk Widzów: 9399 Sędzia: Bert Put |

## Najlepsi strzelcy
| Bramki | Strzelcy           | Drużyna        |
| ------ | ------------------ | -------------- |
| 27     | Kévin Denkey       | Cercle Brugge  |
| 19     | Anders Dreyer      | Anderlecht     |
| 18     | Muhammad Ammura    | Union SG       |
| 18     | Igor Thiago        | Club Brugge    |
| 16     | Gustaf Nilsson     | Union SG       |
| 15     | Kasper Dolberg     | Anderlecht     |
| 15     | Aboubakary Koita   | Sint-Truiden   |
| 15     | Tarik Tissoudali   | Gent           |
| 14     | Andreas Skov Olsen | Club Brugge    |
| 13     | Nicolas Madsen     | Westerlo       |
| 12     | Tolu Arokodare     | Genk           |
| 12     | Isaak Davies       | Kortrijk       |
| 12     | Wilfried Kanga     | Standard Liège |

Źródło: 

## Stadiony
| Anderlecht                  |
| --------------------------- |
| Stade Constant Vanden Stock |
|                             |

| Antwerp       |
| ------------- |
| Bosuilstadion |
|               |

| Cercle Brugge Club Brugge |
| ------------------------- |
| Jan Breydel Stadion       |
|                           |

| Royal Charleroi            |
| -------------------------- |
| Stade du Pays de Charleroi |
|                            |

| Eupen           |
| --------------- |
| Kehrweg-Stadion |
|                 |

| Genk          |
| ------------- |
| Cristal Arena |
|               |

| Gent           |
| -------------- |
| Ghelamco Arena |
|                |

| Kortrijk             |
| -------------------- |
| Guldensporen Stadion |
|                      |

| Mechelen          |
| ----------------- |
| Achter de Kazerne |
|                   |

| OH Leuven         |
| ----------------- |
| Stadion Den Dreef |
|                   |

| RWD Molenbeek         |
| --------------------- |
| Stade Edmond Machtens |
|                       |

| Union SG            |
| ------------------- |
| Stade Joseph Marien |
|                     |

| Sint-Truiden |
| ------------ |
| Stayen       |
|              |

| Standard Liège         |
| ---------------------- |
| Stade Maurice Dufrasne |
|                        |

| Westerlo   |
| ---------- |
| Het Kuipje |
|            |

Źródło: 